# Кубок королевы Испании по волейболу
Кубок королевы Испании по волейболу — ежегодное соревнование женских волейбольных команд Испании. Проводится с 1960 года под названием Кубок Испании. С 1978 носит нынешнее имя. Является вторым по значимости национальным волейбольным турниром после чемпионата страны.

## Формула соревнований
В розыгрыше Кубка королевы Испании принимают участие лучшие 8 команд суперлиги по результатам первого круга текущего чемпионата страны. Соревнования проводятся в одном городе в формате финала восьми (четвертьфинал, полуфинал и финал). В финале розыгрыша 2024/25 «Аварка де Менорка» победила «Хайдельберг» 3:1. 

## Победители
| - 1960 «Сан-Хуан де Энова» Валенсия - 1961 «Пуэбла Ларга» Валенсия - 1962 «Соррельес» Валенсия - 1963 «Философия и Летрас» Мадрид - 1964 «Философия и Летрас» Мадрид - 1965 «Медина» Хихон - 1966 «Медина» Хихон - 1967 «Медина» Барселона - 1968 «Медина» Барселона - 1969 «Медина» Барселона - 1970 «Медина» Барселона - 1971 «Медина» Барселона - 1972 «Медина» Мадрид - 1973 «Медина» Барселона - 1974 «Медина» Виго - 1975 «Медина» Мадрид - 1976 «Испано-Франсес» Барселона - 1977 ««Медина» Мадрид - 1978 «Лонгчамп» Хихон - 1979 «Торрелавега» - 1980 «Торрелавега» - 1981 «Сан-Кугат» Сан-Кугат-дель-Вальес - 1982 «Корнелья» Корнелья-де-Льобрегат - 1983 «Испано-Франсес» Барселона - 1984 «Эспаньол-Корнелья» Корнелья-де-Льобрегат - 1985 «Эспаньол-Корнелья» Корнелья-де-Льобрегат - 1986 «Эспаньол-Корнелья» Корнелья-де-Льобрегат - 1987 «Тормо-Барбера» Хатива - 1988 «Тормо-Барбера» Хатива - 1989 «Тормо-Барбера» Хатива - 1990 «Эспаньол» Корнелья-де-Льобрегат - 1991 «Афелса Лос-Компадрес» Ла-Лагуна - 1992 «Эспаньол» Корнелья-де-Льобрегат | - 1993 «Телико-Алькоркон» Алькоркон - 1994 «Алькоркон» Мадрид - 1995 «Каха Авила» Авила - 1996 «Альбасете» - 1997 «Конструксьонес Маричаль» Ла-Лагуна - 1998 «Конструксьонес Маричаль» Ла-Лагуна - 1999 «Конструксьонес Маричаль» Ла-Лагуна - 2000 «Конструксьонес Маричаль» Ла-Лагуна - 2001 «Тенерифе Маричаль» Ла-Лагуна - 2002 «Тенерифе Маричаль» Ла-Лагуна - 2003 «Тенерифе Маричаль» Ла-Лагуна - 2004 «Тенерифе Маричаль» Ла-Лагуна - 2005 «Тенерифе Маричаль» Ла-Лагуна - 2006 «Тенерифе Маричаль» Ла-Лагуна - 2007 «Групо-2002» Мурсия - 2008 «Групо-2002» Мурсия - 2009 «Групо-2002» Мурсия - 2010 «Атлетико» Мурсия - 2011 «Атлетико» Мурсия - 2012 «Аро Риоха» Аро - 2013 «Аро Риоха» Аро - 2014 «Эмбалахес Бланко Мурильо» Мурильо-де-Рио-Леса - 2015 «Натурхаус Сьюдад де Логроньо» Логроньо - 2016 «Натурхаус Сьюдад де Логроньо» Логроньо - 2017 «Фигаро Пелукерос Арис» Ла-Лагуна - 2018 «Минис Арлуй Логроньо» Логроньо - 2019 «Минис Арлуй Логроньо» Логроньо - 2020 «Май Деко Логроньо» Логроньо - 2021 «Фил Воллей Алькобендас» Алькобендас - 2022 «Саная Либбис Ла-Лагуна» Ла-Лагуна - 2023 «Тенерифе Либбис Ла-Лагуна» Ла-Лагуна - 2024 «Гран-Канария» Лас-Пальмас - 2025 «Тенерифе Либбис Ла-Лагуна» Ла-Лагуна |